# Фелинг, Герман
Герман Христиан фон Фелинг (нем. Hermann Christian von Fehling, 9 июня 1811, Любек — 1 июля 1885, Штутгарт) — немецкий химик-органик, создатель реактива Фелинга.

## Биография
Герман Фелинг родился в известной любекской купеческой семье. После окончания местной гимназии «Катаринеум» в 1827 Герман прошел обучение в аптеке Георга Киндта. С 1835 по 1837 Фелинг изучал естественные науки в Гейдельбергском университете и работал ассистентом в лабораториях Леопольда Гмелина и Юстуса фон Либиха. В 1838 году молодой ученый отправился в Париж, где занимался исследованиями в лаборатории Жана Батиста Дюма.
В 1839 году Фелинг переехал в Штутгарт, чтобы занять должность преподавателя в местной Объединенной школе искусств, наук и ремесел, которая во многом, благодаря стараниям ученого, была преобразована в высшую техническую школу, на чьей основе впоследствии был сформирован Штутгартский университет. Здесь Фелинг проработал 44 года, успешно совмещая преподавательскую и исследовательскую деятельность.
В 1854 году Герман Фелинг был награждён рыцарским крестом ордена Вюртембергской короны, несколько позже —- орденом Фридриха, а незадолго до смерти был избран вице-президентом Немецкого химического общества.

## Научная деятельность
Основным научным достижением ученого считается разработка в 1850 году фелинговой жидкости — реактива для определения моносахаридов. 
Помимо прочего, Герман Фелинг принимал активное участие в работе журнала «Annalen der Chemie und Pharmacie» Либиха, создании «Учебника неорганической химии» Кольбе, а также с 1871 года руководил изданием «Нового настольного химического словаря».